# Records d'Estonie d'athlétisme

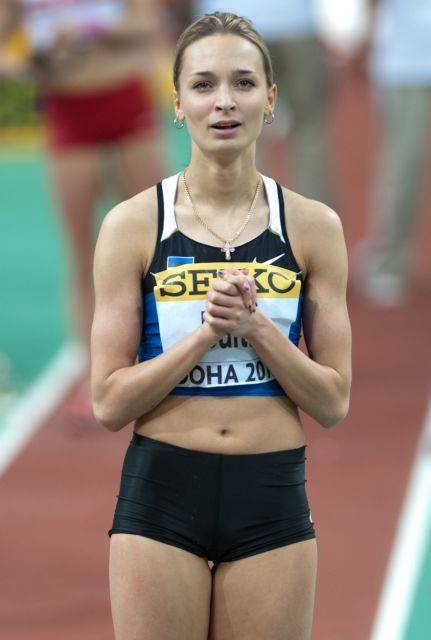
Ksenija Balta détient les records d'Estonie du 100 m, du 200 m, du saut en longueur et du relais 4 × 100 m.

Les records d'Estonie d'athlétisme sont les meilleures performances réalisées par des athlètes estoniens et homologuées par la Fédération estonienne d'athlétisme (EKJL).

## Records d'Estonie

### Hommes
| Épreuve              | Record | Athlète                                                            | Date             | Compétition                                 | Lieu            | Réf.   |
| -------------------- | --- | ------------------------------------------------------------------ | ---------------- | ------------------------------------------- | --------------- | ------ |
| 100 m                | 10 s 18 (+1,4 m/s) | Karl Erik Nazarov                                                  | 16 juin 2023     | Mémorial Heino Lipp                         | Jõhvi           | [ 1 ]  |
| 200 m                | 20 s 43 (+1,1 m/s) | Marek Niit                                                         | 9 juin 2011      | Championnats NCAA                           | Des Moines      | [ 2 ]  |
| 400 m                | 45 s 35 | Rasmus Mägi                                                        | 25 juin 2022     | Championnats d'Estonie                      | Tallinn         | [ 3 ]  |
| 800 m                | 1 min 45 s 87 | Urmet Uusorg                                                       | 10 juin 1999     |                                             | Helsinki        |        |
| 1 500 m              | 3 min 38 s 59 | Tiidrek Nurme                                                      | 15 août 2008     | Jeux olympiques                             | Pékin           | [ 4 ]  |
| Mile                 | 3 min 59 s 74 | Tiidrek Nurme                                                      | 9 août 2011      | Bigbank Kuldliiga                           | Viljandi        | [ 5 ]  |
| 3 000 m              | 7 min 48 s 24 | Tiidrek Nurme                                                      | 11 juillet 2014  | Morton Games                                | Dublin          | [ 6 ]  |
| 5 000 m              | 13 min 17 s 2 | Enn Sellik                                                         | 28 juin 1976     |                                             | Podolsk         |        |
| 10 000 m             | 27 min 40 s 61 | Enn Sellik                                                         | 29 août 1978     | Championnats d'Europe                       | Prague          |        |
| Semi-marathon        | 1 h 2 min 20 s | Tiidrek Nurme                                                      | 17 octobre 2020  | Championnats du monde de semi-marathon      | Gdynia          | [ 7 ]  |
| Marathon             | 2 h 8 min 53 s | Pavel Loskutov                                                     | 7 avril 2002     | Marathon de Paris                           | Paris           |        |
| 110 m haies          | 13 s 62 (0,0 m/s) | Tarmo Jallai                                                       | 13 mai 2006      |                                             | Xalapa          |        |
| 400 m haies          | 47 s 82 | Rasmus Mägi                                                        | 14 juin 2022     | Paavo Nurmi Games                           | Turku           | [ 8 ]  |
| 3 000 m steeple      | 8 min 28 s 55 | Kaur Kivistik                                                      | 3 septembre 2019 |                                             | Zagreb          | [ 9 ]  |
| Saut en hauteur      | 2,30 m | Marko Turban                                                       | 5 juin 1996      |                                             | Rakvere         |        |
| Saut à la perche     | 5,86 m | Valeri Bukrejev                                                    | 3 juillet 1994   |                                             | Somero          |        |
| Saut en longueur     | 8,10 m (+0,3 m/s) | Erki Nool                                                          | 27 mai 1995      | Hypo-Meeting                                | Götzis          |        |
| Triple saut          | 17,35 m (−0,3 m/s) | Jaak Uudmäe                                                        | 25 juillet 1980  | Jeux olympiques                             | Moscou          |        |
| Lancer du poids      | 20,76 m | Kristo Galeta                                                      | 21 juillet 2019  |                                             | Pärnu           | [ 10 ] |
| Lancer du disque     | 73,38 m | Gerd Kanter                                                        | 4 septembre 2006 |                                             | Helsingborg     |        |
| Lancer du marteau    | 84,40 m | Jüri Tamm                                                          | 9 septembre 1984 |                                             | Banská Bystrica |        |
| Lancer du javelot    | 90,61 m | Magnus Kirt                                                        | 22 juin 2019     |                                             | Kuortane        | [ 11 ] |
| Décathlon            | 8 815 pts | Erki Nool                                                          | 6–7 août 2001    | Championnats du monde                       | Edmonton        | [ 12 ] |
| Décathlon            | 10 s 60 (+1,5 m/s) (100 m), 7,63 m (+2,0 m/s) (longueur), 14,90 m (poids), 2,03 m (hauteur), 46 s 23(400 m) / 14 s 40 (0,0 m/s) (110 m haies), 43,40 m (disque), 5,40 m (perche), 67,01 m (javelot), 4 min 29 s 58 (1 500 m) |                                                                    |                  |                                             |                 |        |
| 20 km marche (route) | 1 h 23 min 1 s | Vassili Matvejev                                                   | 13 octobre 1985  |                                             | Alouchta        |        |
| 35 km marche (route) | 3 h 06 min 19 s | Virgo Adusoo                                                       | 21 mai 2023      | Championnats d'Europe de marche par équipes | Poděbrady       |        |
| 50 km marche (route) | 4 h 7 min 10 s | Olav Laiv                                                          | 14 juin 1975     |                                             | Kohtla-Nõmme    |        |
| 4 × 100 m            | 39 s 52 | Équipe nationale Mart Muru Rait Veesalu Markus Ellisaar Marek Niit | 16 août 2014     | Championnats d'Europe                       | Zurich          |        |
| 4 × 400 m            | 3 min 6 s 07 | Équipe nationale Rauno Kunnapuu Marek Niit Rivar Tipp Rasmus Mägi  | 21 juin 2015     | Championnats d'Europe par équipes           | Héraklion       | [ 13 ] |

### Femmes
| Épreuve              | Record | Athlète                                                                 | Date                        | Compétition                                         | Lieu            | Réf.   |
| -------------------- | --- | ----------------------------------------------------------------------- | --------------------------- | --------------------------------------------------- | --------------- | ------ |
| 100 m                | 11 s 35 (+1,3 m/s) | Ksenija Balta                                                           | 15 juin 2014                | Gustav Sule Memorial                                | Tartu           | [ 14 ] |
| 200 m                | 23 s 05 (+1,3 m/s) | Ksenija Balta                                                           | 1er juillet 2006            | Coupe d'Europe d'épreuves combinées                 | Arles           | [ 15 ] |
| 400 m                | 51 s 91 | Egle Uljas                                                              | 21 août 2004                | Jeux olympiques                                     | Athènes         | [ 16 ] |
| 800 m                | 2 min 02 s 1 | Raissa Ruus                                                             | 20 juillet 1972             | Championnats d'URSS                                 | Moscou          |        |
| 1 500 m              | 4 min 11 s 44 | Liina Tšernov                                                           | 19 juin 2016                | Brussels Grand Prix                                 | Bruxelles       | [ 17 ] |
| Mile                 | 4 min 36 s 86 | Liina Tšernov                                                           | 18 août 2017                |                                                     | Tallinn         |        |
| 3 000 m              | 8 min 55 s 75 | Ille Kukk                                                               | 8 septembre 1984            | Championnats d'URSS                                 | Donetsk         |        |
| 5 000 m              | 15 min 30 s 84 | Ille Kukk                                                               | 1er août 1985               | Championnats d'URSS                                 | Leningrad       |        |
| 10 000 m             | 32 min 47 s 86 | Sirje Eichelmann                                                        | 2 août 1988                 | Championnats d'URSS                                 | Kiev            |        |
| Semi-marathon        | 1 h 10 min 10 s | Jane Salumäe                                                            | 27 mars 1994                | City-Pier-City Loop                                 | La Haye         |        |
| Marathon             | 2 h 27 min 04 s | Jane Salumäe                                                            | 11 mai 1997                 |                                                     | Turin           |        |
| 100 m haies          | 12 s 93 (+0,9 m/s) | Mirjam Liimask                                                          | 17 juillet 2005             | Championnats d'Europe espoirs                       | Erfurt          | [ 18 ] |
| 400 m haies          | 56 s 56 | Maris Mägi                                                              | 28 juillet 2013             | Championnats d'Estonie                              | Tallinn         | [ 19 ] |
| 3 000 m steeple      | 9 min 50 s 15 | Jekaterina Patjuk                                                       | 21 juin 2014                | Championnats d'Europe par équipes First League      | Tallinn         | [ 20 ] |
| Saut en hauteur      | 1,96 m | Anna Iljuštšenko Karmen Bruus                                           | 9 août 2011 19 juillet 2022 | Bigbank Kuldliiga Championnats du monde             | Viljandi Eugene | ,      |
| Saut à la perche     | 4,55 m | Marleen Mülla                                                           | 25 février 2023             | Championnats de la Summit League                    | Vermillion      | [ 23 ] |
| Saut en longueur     | 6,87 m | Ksenija Balta                                                           | 7 mars 2009                 | Championnats d'Europe en salle                      | Turin           | ,      |
| Saut en longueur     | 6,87 m (+0,1 m/s) | Ksenija Balta                                                           | 8 août 2010                 | ERGO World Games                                    | Tallinn         | [ 26 ] |
| Triple saut          | 14,43 m (+0,6 m/s) | Kaire Leibak                                                            | 17 août 2006                | Championnats du monde juniors                       | Pékin           | [ 27 ] |
| Lancer du poids      | 18,03 m | Veronika Minina                                                         | 25 mai 1980                 |                                                     | Nokia           |        |
| Lancer du disque     | 65,00 m | Elju Kubi                                                               | 26 août 1987                |                                                     | Tallinn         |        |
| Lancer du marteau    | 71,50 m | Kati Ojaloo                                                             | 29 août 2020                |                                                     | Pori            | [ 28 ] |
| Lancer du javelot    | 63,65 m | Liina Laasma                                                            | 22 mai 2016                 | Meeting international Mohammed-VI                   | Rabat           | [ 29 ] |
| Heptathlon           | 6 280 pts | Grit Šadeiko                                                            | 28 mai 2017                 | Hypo-Meeting                                        | Götzis          | [ 30 ] |
| Heptathlon           | 13 s 31 (+1,2 m/s) (100 m haies), 1,74 m (hauteur), 13,89 m (poids), 24 s 69 (-1,8 m/s) (200 m) / 6,17 m (-0,2 m/s) (longueur), 48,35 m (javelot), 2 min 16 s 86 (800 m) |                                                                         |                             |                                                     |                 |        |
| 20 km marche (route) | 1 h 38 min 14 s | Jekaterina Mirotvortseva                                                | 25 septembre 2022           | Challenge Facoetti-Dahm                             | Montreuil       | [ 31 ] |
| 4 × 100 m            | 44 s 21 | Équipe nationale Miia Ott Diana Suumann Kreete Verlin Ann Marii Kivikas | 22 juin 2023                | Championnats d'Europe par équipes Deuxième division | Chorzów         | [ 32 ] |
| 4 × 400 m            | 3 min 36 s 82 | Équipe nationale Jekaterina Duman Kristi Kiirats Egle Uljas Maris Mägi  | 24 juin 2007                | Coupe d'Europe des nations Second League Groupe A   | Odense          | [ 33 ] |

## Records d'Estonie en salle

### Hommes
| Épreuve          | Record | Athlète                                                            | Date                     | Compétition                         | Lieu             | Réf.   |
| ---------------- | --- | ------------------------------------------------------------------ | ------------------------ | ----------------------------------- | ---------------- | ------ |
| 60 m             | 6 s 62 | Karl Erik Nazarov                                                  | 5 mars 2021              | Championnats d'Europe en salle      | Toruń            | [ 34 ] |
| 200 m            | 20 s 63 | Marek Niit                                                         | 15 février 2014          | Fayetteville Tyson Invitational     | Fayetteville     |        |
| 400 m            | 45 s 99 | Marek Niit                                                         | 20 février 2011          | Fayetteville SEC Championships      | Fayetteville     |        |
| 800 m            | 1 min 46 s 84 | Uku Renek Kronbergs                                                | 19 janvier 2025          |                                     | Luxembourg       | [ 35 ] |
| 1 500 m          | 3 min 44 s 34 | Andi Noot                                                          | 24 janvier 2017          |                                     | Tartu            |        |
| 3 000 m          | 7 min 55 s 37 | Tiidrek Nurme                                                      | 10 février 2010          | XL Galan                            | Stockholm        |        |
| 60 m haies       | 7 s 76 | Tarmo Jallai                                                       | 11 février 2006          | Houston UH/RunSport All-Comers Meet | Houston          |        |
| Saut en hauteur  | 2,27 m | Marko Aleksejev                                                    | 15 février 2004          |                                     | Tallinn          |        |
| Saut à la perche | 5,65 m | Valeri Bukrejev                                                    | 5 mars 1995 10 mars 1995 | Championnats du monde en salle      | Kuopio Barcelone |        |
| Saut en longueur | 8,05 m | Tõnu Lepik                                                         | 15 mars 1970             |                                     | Vienne           |        |
| Triple saut      | 17,10 m | Jaak Uudmäe                                                        | 12 février 1979          |                                     | Minsk            |        |
| Lancer du poids  | 19,87 m | Heino Sild                                                         | 22 février 1979          |                                     | Vorochilovgrad   |        |
| Heptathlon       | 6 437 pts | Johannes Erm                                                       | 23 mars 2025             | Championnats du monde en salle      | Nankin           |        |
| Heptathlon       | 6 s 94 (60 m), 7,77 m (Saut en longueur), 15,27 m (Lancer du poids), 1,98 m (Saut en hauteur), 7 s 91 (60 m haies), 5,30 m (Saut à la perche), 2 min 34 s 91 (1 000 m) |                                                                    |                          |                                     |                  |        |
| 5 000 m marche   | 20 min 17 s 4 | Vassili Matvejev                                                   | 7 février 1982           |                                     | Moscou           |        |
| 4 x 200 m        | 1 min 25 s 52 | Estonie Marek Niit Henri Sool Ahti Michelson Martin Vihmann        | 19 février 2005          |                                     | Tallinn          |        |
| 4 × 400 m        | 3 min 14 s 81 | Audentese SK Sten Ander Sepp Karl Erik Nazarov Erik Jagor Tony Nõu | 18 février 2018          |                                     | Tallinn          |        |

### Femmes
| Discipline       | Performance   | Athlète                                          | Compétition                     | Lieu       | Date                     | Réf. |
| 60 m             | 7 s 24        | Õilme Võro                                       | Championnats du monde en salle  | Glasgow    | 3 mars 2024              |      |
| 200 m            | 23 s 61       | Katrin Käärt                                     | Championnats d'Europe en salle  | Vienne     | 1er mars 2002            |      |
| 400 m            | 52 s 98       | Maris Mägi                                       | Vienna Indoor Gala              | Vienne     | 23 janvier 2010          |      |
| 800 m            | 2 min 04 s 39 | Egle Uljas                                       | BIG Kuldliiga                   | Võru       | 20 février 2007          |      |
| 1 500 m          | 4 min 19 s 12 | Maile Mangusson                                  | XL Galan                        | Stockholm  | 15 février 2001          |      |
| 3 000 m          | 9 min 07 s 1  | Ille Kukk                                        |                                 | Moscou     | 3 février 1985           |      |
| 5 000 mètres     | 17 min 11 s 8 | Kadri Kelve                                      |                                 | Lincoln    | 14 février 2003          |      |
| 60 m haies       | 8 s 16        | Ksenija Balta                                    | BIGBANK Kuldliiga               | Tallinn    | 20 janvier 2010          |      |
| Saut en hauteur  | 1,94 m        | Anna Iljuštšenko                                 | Hochsprung mit Musik            | Arnstadt   | 2 février 2013           |      |
| Saut à la perche | 4,55 m        | Marleen Mülla                                    | 25 février 2023                 | Vermillion | Summit League Conference |      |
| Saut en longueur | 6,87 m        | Ksenija Balta                                    | Championnats d'Europe en salle  | Turin      | 7 mars 2009              |      |
| Triple saut      | 14,26 m       | Kaire Leibak                                     | Championnats d'Estonie en salle | Tartu      | 9 février 2008           |      |
| Lancer du poids  | 17,66 m       | Rimma Plistkina                                  |                                 | Tallinn    | 9 février 1975           |      |
| Pentathlon       | 4 580 pts     | Kaie Kand                                        | Reval Hotels Cup                | Tallinn    | 8 février 2009           |      |
| 4 × 400 m        | 3 min 48 s 75 | Liis Roose Karmen Veerme Grit Šadeiko Maris Mägi | Championnats d'Estonie en salle | Tartu      | 22 février 2015          |      |